# Annadurai
Annadurai es un drama de acción indio en idioma tamil del año 2017 escrito y dirigido por G. Srinivasan. La película está protagonizada por Vijay Antony en un doble papel junto con Diana Chamoika, Mahima y Jewel Mary en los papeles principales, mientras que Radha Ravi y Kaali Venkat desempeñan papeles secundarios. Vijay Antony también compuso la música para la película y también sirvió como editor de la película por primera vez en su carrera. Producida por Fatima Vijay Antony y Raadhika, la película comenzó a producirse en febrero de 2017 y se estrenó el 30 de noviembre de 2017.

## Trama
Annadurai (Vijay Antony) se convierte en un borracho tras la muerte de su amante Esther. Se gana la ira de su familia, excepto de su madre. Por otro lado, su hermano Thambidurai (Vijay Antony) es una persona de buen carácter que trabaja como maestro de gimnasia en una escuela. Thambidurai y su primo Revathi (Diana Champika) se enamoran, y su boda está planeada. Un día, Annadurai está completamente borracho y entra en una pelea con el encargado del bar y lo mata accidentalmente. Annadurai es arrestado y sentenciado a siete años de prisión. 
Thambidurai pierde su trabajo debido a la mala imagen de Annadurai en la ciudad. Además, un despiadado prestamista engaña al padre de Thambidurai y le quita su sala de exposición de textiles. Enojado Thambidurai ataca al prestamista. Thambidurai piensa que ser sincero no es respetado en la sociedad y se une a un consejero corrupto llamado Karuppiah y trabaja como su secuaz. Karuppiah es el benami de MLA Mahalingam (Radha Ravi). Thambidurai se transforma en un poderoso don en la ciudad. 
Annadurai es liberado de su puesto en la cárcel cumpliendo su condena de siete años y se sorprende al ver a Thambidurai como un don. Annadurai no es aceptado por sus padres, también. Annadurai amenaza al prestamista con devolverle su propiedad que fue tomada por medios falsos. El prestamista teme y acepta. Annadurai recupera el documento de la propiedad y transfiere su parte a la hija del bar a cargo (que fue asesinada por Annadurai). 
Surgen problemas entre Thambidurai y Karuppiah, en los que Thambidurai mata a Karuppiah. Thambidurai decide entregarse a la policía. Sin embargo, Mahalingam planea matar a Thambidurai. Acusa falsamente a Thambidurai en el asesinato de un inspector y emite una orden de encuentro contra Thambidurai. Annadurai prepara el escenario para salvar a su hermano. Annadurai mata a Mahalingam y secuestra a Thambidurai. Annadurai se disfraza de Thambidurai e informa de su paradero a la policía. Los policías se apresuran al lugar y disparan a Annadurai, creyendo que es Thambidurai. Annadurai es asesinado. Thambidurai comprende el amor de Annadurai por él y su familia. Finalmente, Thambidurai se casa con Revathi. 

## Reparto
- Vijay Antony como Annadurai y Thambidurai.
- Diana Champika como Revathi.
- Mahima como Eswari.
- Jewel Mary como Chitra.
- Radha Ravi como MLA Mahalingam.
- Kaali Venkat como Karna.
- Cheranraj como Dhayalan.
- Nalini Kanth
- Rindu Ravi
- Uday Rajkumar
- David

## Producción
En febrero de 2017, Vijay Antony anunció que actuaría en una película titulada Annadurai del recién llegado G. Srinivasan para la productora de Raadhika. Más tarde se reveló que la película no tenía conexión con el político tamil CN Annadurai, y que el título simplemente se usó para atraer la atención del público. Srinivasan reveló que Vijay Antony retrataría a los hermanos gemelos, Annadurai y Thambidurai, y la historia narraría eventos entre 2010 y 2017. Además de actuar y trabajar como coproductor junto a su esposa Fátima, Vijay Antony también aceptó componer la música de la película y trabajar como editor de la película por primera vez en su carrera. Los creadores contrataron a tres nuevas actrices, Diana Champika, la actriz telugu Mahima y la actriz malayalam Jewel Mary para interpretar los papeles femeninos principales, mientras que Kaali Venkat y Radharavi también fueron contratadas. La fotografía fue realizada por K.Dillraj, quien anteriormente se hizo cargo de la fotografía en la película de Thagaraaru . 
En abril de 2017, las propiedades de Raadhika Sarathkumar fueron puestas bajo vigilancia por evasión de impuestos, lo que significa que Vijay Antony decidió dar prioridad a su trabajo para Kaali de Kiruthiga Udhayanidhi, que también fue producido por él, y la película fue suspendida brevemente. Más tarde continuó filmando para ambas películas simultáneamente. La película fue filmada por completo en Tirukoilur en Tamil Nadu, la ciudad natal del director.
En septiembre de 2017, los creadores trajeron al renombrado actor telugu Chiranjeevi para lanzar el título de la versión telugu de la película, quien reveló el título como Indrasena. aceptó promover la película debido a su estrecha amistad con la actriz Raadhika.

## Lanzamiento
Los derechos de satélite de la película fueron vendidos a Sun TV. La película fue doblada en telugu como Indrasena .

## Banda sonora
La banda sonora fue compuesta por Vijay Antony con letras escritas por Arun Bharathi. El audio fue lanzado bajo las etiquetas Vijay Antony Music y Divo.  
| Annadurai                                  | Annadurai    |
| ------------------------------------------ | ------------ |
| Banda sonora por Vijay Antony              |              |
| Lanzado                                    | 2017         |
| Género                                     | Banda sonora |
| Cronología de Vijay Antony                 |              |
| Yaman Annadurai Kaali (2017) (2017) (2018) |              |

- Thangama Vairama - Vijay Antony
- GST - Santosh, Supriya Joshi
- Odathey - Ananthu, Andrew
- Odathey (Pathos) - Ananthu
- Tema Annadurai - Ananthu

## Recepción de la crítica
La película recibió críticas mixtas de los críticos. El Indian Express calificó a Annadurai de "gigantesco paso en falso" en la carrera de Vijay Antony y "parece un enorme error de juicio haber desempeñado un doble papel en la tediosa película que nos lleva a la evidente conclusión que hemos conocido todo el tiempo". Behindwoods escribió "En general, Annadurai tiene unas pocas escenas que podrían entretener a la audiencia, pero como paquete completo, es un poco demasiado filmado y exagerado".
En lo que respecta, Hindustan Times dio una crítica positiva citando "A pesar de caer en un territorio muy familiar de sentimiento y drama, Annadurai es una película familiar y el crédito va al director debutante Srinivasan, que hace un corte por encima de la mayoría de las películas en este espacio".